# 中國工商銀行（亞洲）

中環花園道三號工商銀行大廈（左）

中國工商銀行（亞洲）有限公司（ICBC（Asia），簡稱工銀亞洲）（前港交所上市編號：0349.HK）是中國工商銀行在海外的業務旗艦，工行持有100%股份，主要業務是提供銀行、財務及其他相關服務。公司在香港註冊，主席為姜建清。比利時富通集團亦曾持有公司大約一成股份。工行與比利時富通銀行簽訂協議，以接近19.24億元，收購富通所持8.23%股權及1121.26萬份認股證。
工銀亞洲前身為1964年成立的友聯銀行有限公司，並於1973年在香港公開上市。2000年8月21日，友聯銀行易名為工銀亞洲，正式成為中國工商銀行集團成員。
2003年12月31日，工銀亞洲收購華比富通銀行。2004年5月1日，華比富通銀行易名為華比銀行（亦是被富通集團收購前的原稱，但換上中國工商銀行標誌）。2005年10月10日，華比銀行併入工銀亞洲，而壽險業務則由中國人壽保險和富衛負責，同年向中國工商銀行及中信嘉華銀行收購在深圳注册的华商银行。
2010年7月28日，中國工商銀行宣佈私有化中國工商銀行（亞洲），作價29.45元。2010年11月9日，工銀亞洲私有化計劃在特別股東大會獲得通過，並已於2010年12月21日撤銷上市。

## 2013年度業績
- 總資產按年增33.86%至5,698億港元
- 貸款3,223億港元按年增長21.96%
- 客戶存款總額3,415億元，按年增長32.27%
- 人民幣總資產增51.88%至1,010億元，
- 人民幣存款餘額為643億元，按年增39.48%
- 稅後純利按年升30.94%至52.57億港元
- 資本充足率為13.83%，
- 核心資本充足率為10.19%，
- 不良資產率及不良貸款率分別為0.38%及0.44%，分別跌0.04及0.03個百分點

## 外部連結
- 中國工商銀行（亞洲）有限公司（页面存档备份，存于）